# Schloss Dießfurt

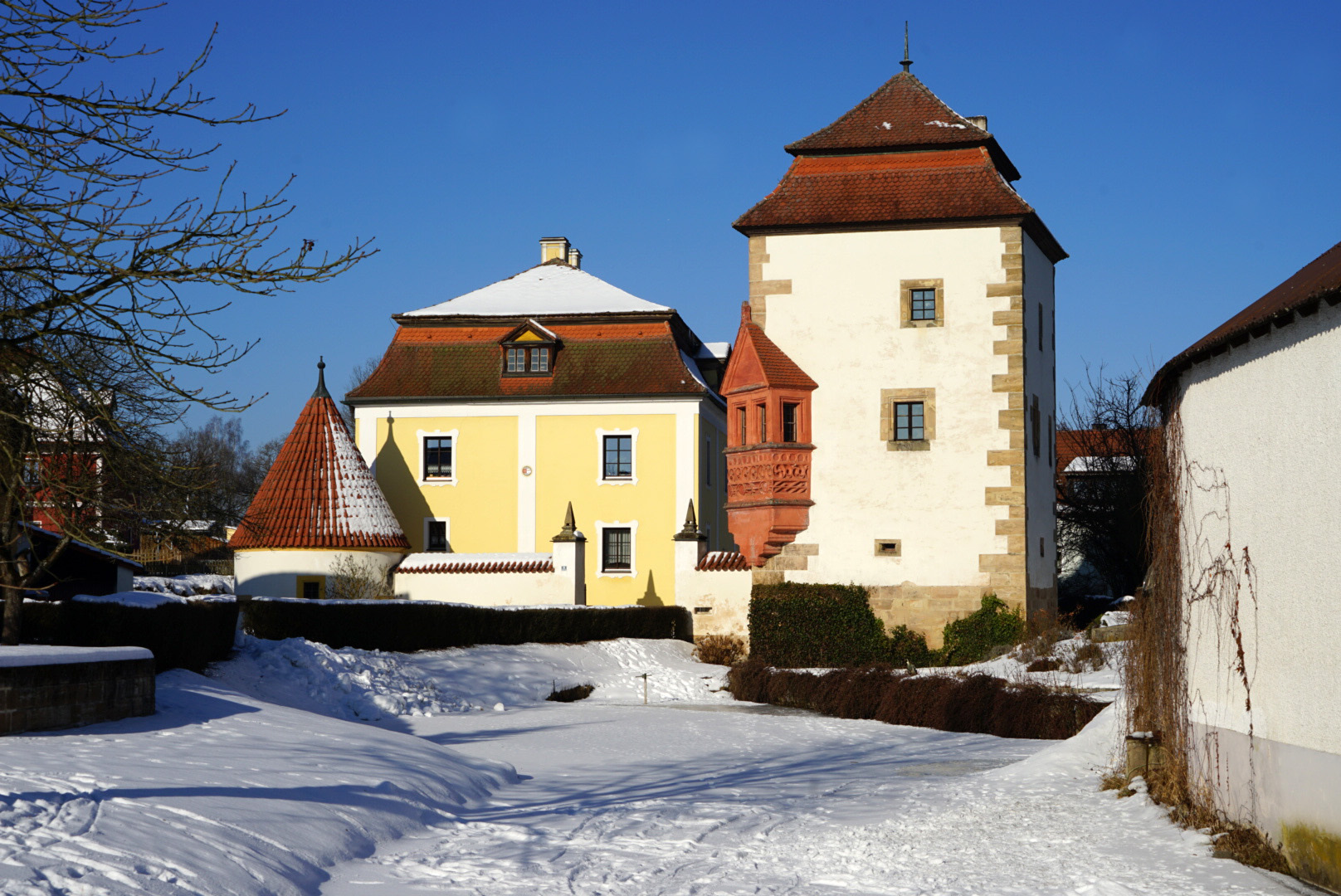
Schloss Dießfurt (2017)

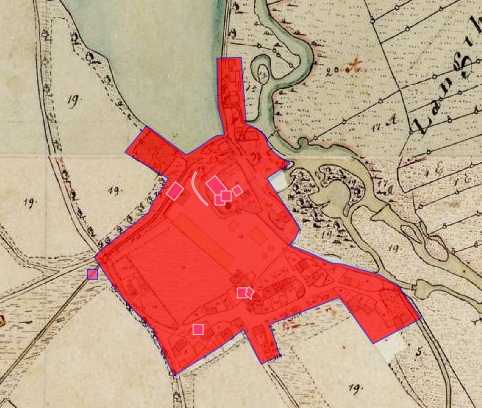
Lageplan von Schloss Dießfurt auf dem Urkataster von Bayern

Das Schloss Dießfurt liegt in dem gleichnamigen Gemeindeteil Dießfurt der Oberpfälzer Stadt Pressath im Landkreis Neustadt an der Waldnaab von Bayern (Schloßstraße 11 und 13). Das Schloss in Dießfurt war ein Hammerschloss, wobei der Eisenhammer vom Wasser der Haidenaab angetrieben wurde, und ist unter der Aktennummer D-3-74-149-21 als Baudenkmal verzeichnet. „Archäologische Befunde des Mittelalters und der frühen Neuzeit im Bereich des ehem. Hammerschlosses von Dießfurt“ werden ferner als Bodendenkmal unter der Aktennummer D-3-6237-0064 geführt.

## Geschichte
Mit dem Eisenwerk Dießfurt wurde am 23. Oktober 1346 von dem Amberger Vitztum Reinhard von Sickingen der Marquart der Zollhosen belehnt. 1387 hat der Amberger Bürger Chunrad Wolzenhofer den Hammer in seinen Händen. 1468 kauft diesen der Sebald Kress von seinem Schwiegervater Heinrich Löhneisen.
Die drei bei Pressath gelegenen Eisenhämmer Troschelhammer, Dießfurt und Pechhof bildeten nach der Mitte des 15. Jahrhunderts eine zusammenhängende Gutseinheit. Der damalige Inhaber Sebald Kreß entstammte einer bedeutsamen Nürnberger Kaufmanns- und Patrizierfamilie; während der Regentschaft des Kurfürsten Friedrich des Siegreichen wurde Kreß als Oberpfälzischer Landsasse angenommen. Durch Pfalzgraf Philipp wurde auch dessen Sohn Hans Kreß am 29. September 1495 als Landsasse anerkannt. 1518 werden hier die Brüder Joachim, Sebald und Hans Kreß genannt. In den Landsassenmatrikeln von 1545 und 1548 wird Joachim Kreß als alleiniger Inhaber von Dießfurt, Pechhof, Troschelhammer, Troglau und Gerbersdorf ausgewiesen. Ihm folgte seine Tochter Margarete, geborene Kreß, die mit Christoph von Zedtwitz vermählt war, nach; der Lehensbrief von Kurfürst Ottheinrich wurde am 1. Oktober 1556 für den Christoph von Zedtwitz ausgestellt. 1571 vereinbarten nach dessen Tod die hinterbliebenen Söhne Joachim und Christoph Heinrich von Zedtwitz im Einverständnis mit ihrer Mutter eine Güterteilung. Dießfurt und Pechhof kam zu Christoph Heinrich und Troschelhammer an Joachim von Zedtwitz.
1576 verkaufte Christoph Heinrich die beiden Güter an seinen Schwager Hans Wild von Wildenreuth. Dessen Sohn Hans Neidhard Wild war danach Erbe auf Dießfurt und Pechhof, er wurde 1604 und 1609 zum Landtag einberufen († am 13. September 1611). Das stark verschuldete Gut ist erst am 21. Dezember 1616 von Hans von Podewils von den Gläubigern des Hans Wild erworben worden. Da dieser nicht katholisch war, wurde ihm im Zuge der Gegenreformation die Ausübung der niederen Gerichtsbarkeit entzogen und diese zum Amt Waldeck-Kemnath geschlagen. Er hatte von Wolf Dietrich von Zedtwitz auch das Gut Troschelhammer erworben. Allerdings war er wegen seiner Religion des Landes verwiesen worden. Ihm folgte sein Sohn Erdmann Ernst von Podewils nach, der ebenfalls über Dießfurt, Pechhof und Troschelhammer verfügte; auch dieser durfte sich wegen seiner Religion nicht im Lande aufhalten. Auch nach dem Dreißigjährigen Krieg wurde Erdmann Ernst von Podewils formell als Landsasse geführt. Aus einem Bericht des Johann German Barbing an den Kurfürst Ferdinand Maria vom 16. Januar 1666 heißt es: „Dießfurth. Ein Schinhammer zu Dießfurth, welcher Erdtmann Ernst von Budewölß gehörig und dermalen gangbar ist; allda kein ‚Arzt‘, sondern. lauter alter ‚Sündter‘, so von Bechhofen hergebracht, verschmiedet wird.“
1674 ist hier Veit Christoph von Podewils und 1693/94 Ulrich Christoph von Podewils eingetragen. Die Witwe des Veit Christoph, Rebekka Christophora, geborene von Hirschberg, verkaufte die übernommenen Ritter- und Hammergüter Dießfurt und Pechhof 1701 an ihren jüngsten Sohn Christoph Erdmann von Podewils, kurfürstlicher Kämmerer und Obristwachtmeister. 1712 vergleicht sich dieser mit seinen drei Schwestern, die 1715 und 1717 ihre Anteile an Pechhof an ihren Schwager Georg Ernst von Reiß verkauften.
Dieser wollte seinen Anteil an Pechhof 1732 an Johann Friedrich von Eberts verkaufen, was aber von der kurfürstlichen Regierung in Amberg abgewiesen wurde, da die beiden Hammergüter „vormals jederzeit als ein corpus beisammen gewesen“ und wieder zu einem Gutsbezirk zusammengeschlossen werden sollten. Dennoch ist Johann Friedrich von Eberts im Besitz von drei Teilen von Pechhof geblieben und hat am 1. August 1737 auch noch den vierten Teil von Eva Christina von Schaidau, geborene von Podewils, erworben. Sein Antrag, mit dem ganzen Gut Pechhof zur Ablegung der Landsassenpflicht zugelassen zu werden, wurde aber nicht bewilligt. Inzwischen hat Christoph von Podewils das Hammergut Dießfurt am 31. August 1739 seinem Sohn Christoph Erdmann übertragen. Dieser verstarb 1775, seine Erben überantworteten den Besitz der Witwe Maria Anna von Podewils, geborene von Schönstett, die am 28. November 1757 die Landsassenpflicht durch einen Beauftragten ablegen ließ. Am 12. Mai 1762 verkaufte sie das Landsassengut an Joseph von Heldmann, der 1774 von der Witwe des Friedrich von Eberts auch das Gut Pechhof erwerben konnte. Joseph von Heldmann war erst von Kurfürst Maximilian Josef geadelt worden und wurde zur Ablegung der Landsassenpflicht am 18. Mai 1774 zugelassen. Allerdings erkannte die Landesherrschaft ihn nicht als Landsasse an, er blieb aber bis zu seinem Tod († 1806) im Besitz des Gutes. Sein Sohn Ignaz von Heldmann wollte die Landsassenpflicht ablegen, dabei wurden in einem Rechtsverfahren verschiedene Mängel bei den früheren Übergaben festgestellt.
Am 1. Februar 1808 wurde deshalb die Landsassenfreiheit auf Dießfurt und Pechhof eingezogen. Im Zuge der weiteren Entwicklung kam das Unteramt Pressath 1841 zum Landgericht Eschenbach, im März 1849 zum Landgericht Erbendorf und 1972 zum Landkreis Neustadt an der Waldnaab.

## Schloss Dießfurt heute
Das Schloss Dießfurt war vor dem Dreißigjährigen Krieg mit einem gemauerten Ringgraben versehen, auch eine Brauerei und Bierausschank gehörten zu dem Gut.
Heute steht hier eine zweiteilige Anlage, das sogenannte „Alte Schloss“ und das „Neue Schloss“. Beide sind von einer Schlossmauer nach Westen und Süden umgeben. An der Zufahrt steht ein Torpfeiler mit einer Obeliskenbekrönung aus dem 17. oder 18. Jahrhundert. Eine Böschungsmauer grenzt das Anwesen nach Westen ab, das Quader- und Bruchsteinmauerwerk stammt aus dem 16. oder 17. Jahrhundert. Zudem sind vorhandene Teiche die vermutbaren Reste eines Wassergrabens.
Das „Alte Schloss“ ist ein spätgotischer, dreigeschossiger Wohnturm mit einem Maßwerkeckerker mit Schießscharten und der Jahreszahl 1526. Der Mansardwalmdachbau stammt aus der zweiten Hälfte des 18. Jahrhunderts.
Das in gelb gehaltene „Neue Schloss“ besitzt ebenfalls ein Mansardwalmdach, ebenso einige Dachgaupen. Es weist weiße Putzgliederungen und geohrte Fensterrahmungen auf. Im Kern stammt es aus dem 16. Jahrhundert, eine Steintafel mit der Jahreszahl 1544 weist darauf hin. Der Eingang wird von einem Segmentbogenportal gebildet. Das Gebäude wurde in der zweiten Hälfte des 18. Jahrhunderts ausgebaut. An das Gebäude schließt ein eingeschossiger Rundturm mit einem Kegeldach an, der aus dem 16. Jahrhundert stammt; um 1800 wurde in ihm eine Kapelle eingerichtet.
Das Schloss befindet sich in Privatbesitz und ist nicht öffentlich zugänglich.